# Kushiroïta
La kushiroïta és un mineral silicat del subgrup dels clinopiroxens. El seu nom és en honor d'Ikuo Kushiro, professor emèrit de la universitat de Tòquio, al Japó. Va ser acceptat per la IMA l'any 2009.
El mineral va ésser trobat al meteorit (AHL) 85085; un meteorit condrític localitzat a Allan Hills, a l'Antàrtida; aquest punt es considera, per tant, la seva localitat tipus. En el meteorit es va trobar associat amb altres piroxens i amb grossita (un òxid).